# Коул, Фрэнк Нельсон
Фрэнк Нельсон Коул (англ. Frank Nelson Cole, 20 сентября 1861 — 26 мая 1926) — американский математик.

## Биография
Родился в Ашленде (Массачусетс), обучался в Гарвардском университете и получил степень Ph.D. в 1886 году. До 1887 года работал в Гарварде, затем — в Мичиганском и Колумбийском университетах. В 1895 году профессор Коул стал секретарём Американского математического общества, в 1897-м — редактором Bulletin.
В 1903 году Коул сделал известный доклад на заседании Американского математического общества, предъявив делители числа Мерсенна 267 − 1, или M67. Франсуа Люка в 1876 году доказал, что M67 не является простым, однако его делители были неизвестны. Во время этой так называемой «лекции» Коул подошёл к доске и в полной тишине вычислил значение M67, получив 147 573 952 589 676 412 927. Затем он перешёл на другую сторону доски и написал выражение 193 707 721 × 761 838 257 287. После этого он провёл нужные вычисления вручную и, когда оба результата совпали, вернулся на своё место, так и не произнеся ни слова. Слушатели отметили его выступление аплодисментами стоя. Позднее он сказал, что на нахождение этих делителей ему понадобилось «три года воскресений».
Среди других результатов Коула можно отметить нахождение всех простых групп, порядок которых находится между 200 и 661.
Коул умер в Нью-Йорке в возрасте 64 лет. Американское математическое общество учредило премию, названную в его честь (см. премия Коула).